# Тэпходон
Тэпходон (кор. 대포동?, 大浦洞?) — принятое в США и Южной Корее наименование семейства баллистических ракет КНДР, а также и ракеты-носителя, способной выводить искусственный спутник на околоземную орбиту. Южнокорейское обозначение ракеты произошло от старого названия местности, в которой расположена стартовая площадка ракеты (в районе деревни Мусуданни (무수단리) в уезде Хвадэ (화대군) провинции Хамгён-Пукто). В КНДР общим названием для ракет «Нодон» и «Тэпходон» является наименование «Хвасон» («Марс»)..

## История
Разработка ракеты Хвасон началась в начале 1990-х годов как продолжение программы по созданию баллистической ракеты средней дальности Нодон. Целью программы было создание ракеты средней дальности «Хвасон-1» (TD-1, радиус 1500—2000 км) и МБР «Хвасон-2» (TD-2, 4000—8000 км).
Первый запуск произведён 31 августа 1998. Первые прототипы обеих систем были созданы в 1995 или 1996 годах. К 1999 году КНДР, по оценкам экспертов США, могла произвести одну или две ракеты TD-2 и до 10 ракет TD-1.

## «Хвасон-1»
Длина ракеты порядка 27 м. Диаметр первой ступени 1,36 м, диаметр второй — 0,88 м. Стартовая масса 21,7 т. Ракета способна доставить полезную нагрузку массой 750 кг на расстояние до 2000 км.
К июню 2006 года в КНДР создано 25—30 ракет.

## «Пэктусан-1»
31 августа 1998 года с космодрома Мусудан провинции Хамгён-Пукто был совершён запуск ракеты-носителя Пэктусан-1 с целью выведения на орбиту спутника «Кванмёнсон-1». Первые две ступени трёхступенчатой РН были созданы на основе ракеты Хвасон-1 (в классификации США система получила обозначение Taepo Dong 1 SLV).

## «Хвасон-2»
Длина двухступенчатой ракеты — около 35 м. Обе ступени оснащены ЖРД. Первая ступень диаметром 2,1 м по характеристикам близка к китайской БРСД Дунфэн-3 и 4, вторая ступень диаметром 1,32 м создана на основе БРСД Нодон. Стартовая масса — 64,3 тонны. Ракета способна доставить полезный груз в 700—1000 кг на дальность от 4000 до 6700 км.
В июне 2006 года ракета «Хвасон-2» была собрана и подготовлена к запуску на полигоне Мусудан-ни. 4 июля 2006 года на космодроме был произведён испытательный запуск прототипа новой ракеты-носителя «Ынха-2», базирующейся на конструкции TD-2, закончился аварией на 42-й секунде после старта. США данный пуск расценили как замаскированные испытания МБР «Хвасон-2».
Предполагается, что на основе Хвасон-2 созданы иранские ракеты Шахаб-5 и Шахаб-6.

## «Хвасон-3»
Специалисты США считают, что в КНДР ведутся разработки трёхступенчатой МБР «Хвасон-3», имеющей дальность полёта 10—12 тыс. км и способной нести полезный груз в 500—1000 кг.